# Kykladenbogen

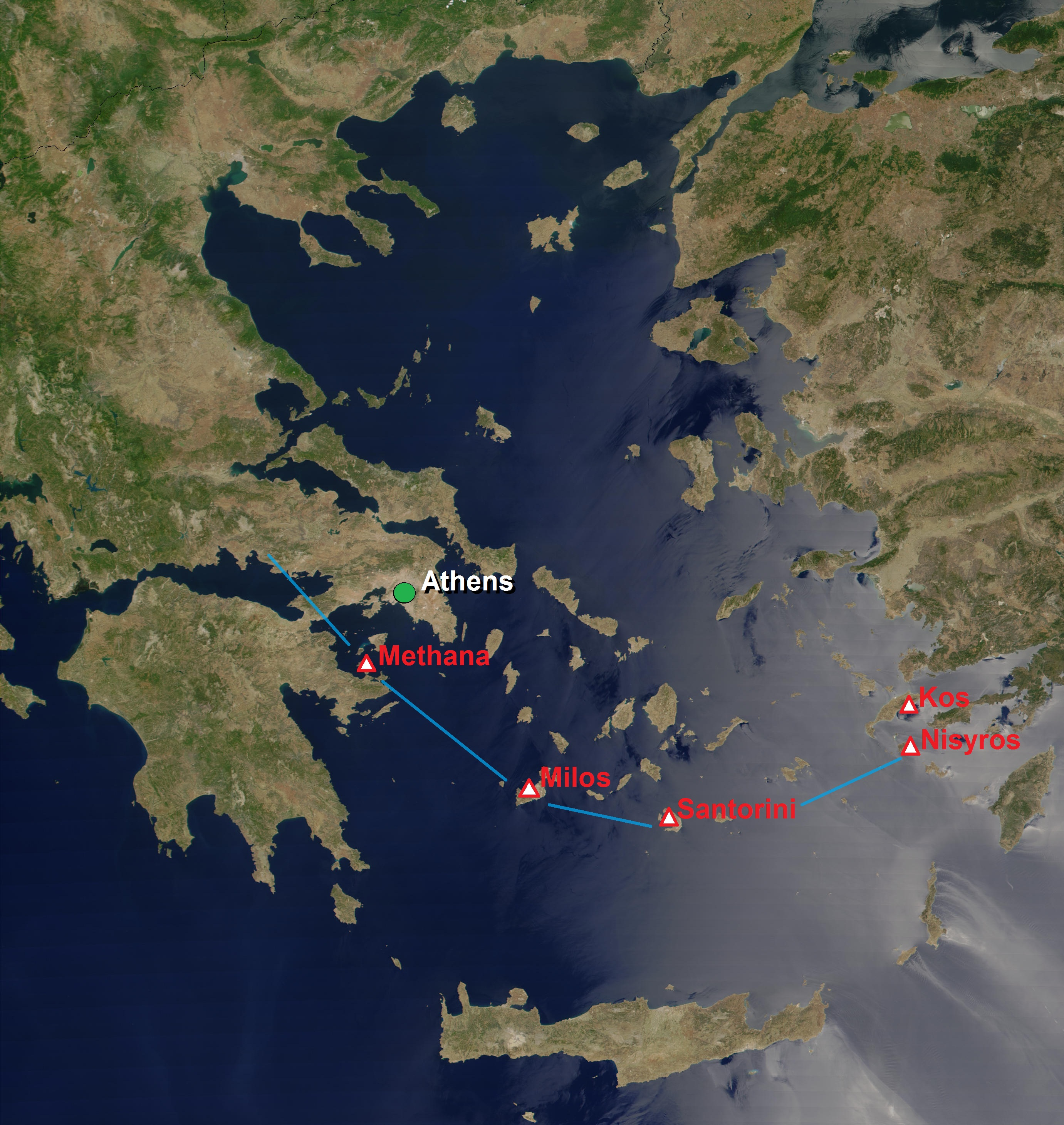
Der vulkanische Kykladenbogen in der Ägäis

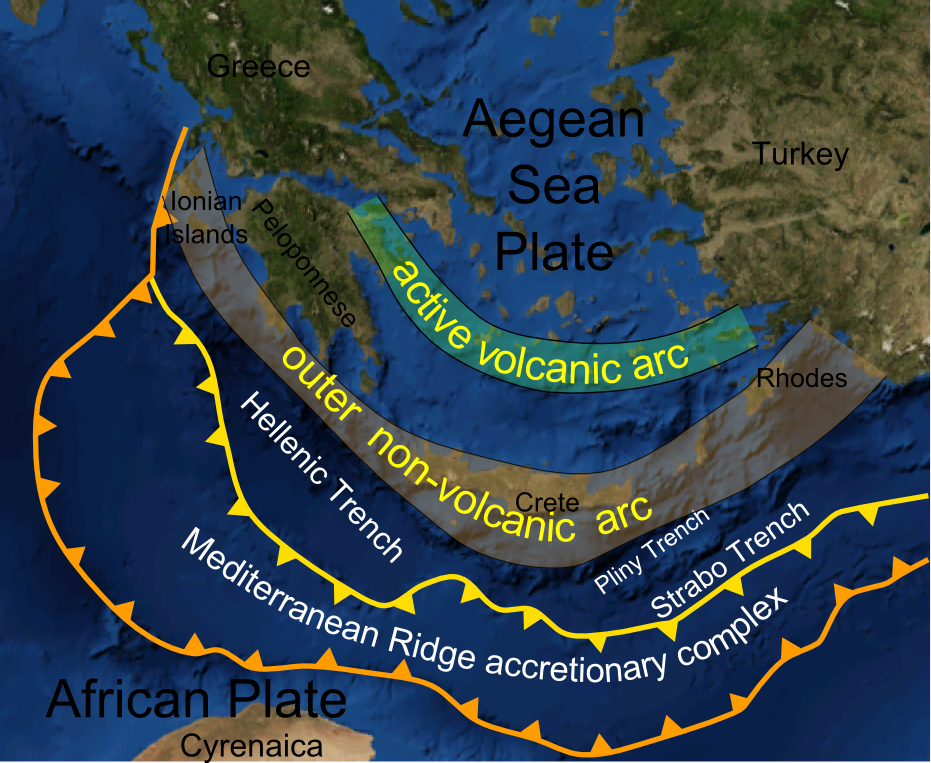
Afrikanische Platte (African Plate), Mediterraner Meeresrücken (Mediterranean Ridge), Kretischer Tiefseegraben (Hellenic Trench), nichtvulkanischer Kretischer Bogen (Outer Nonvolcanic Arc), vulkanischer Kykladen-Bogen (Active Volcanic Arc), Ägäische Platte (Aegean Sea Plate)

Allgemeiner Schnitt durch einen vulkanischen Inselbogen. Der Kykladenbogen würde durch den mittigen „Vulkanischen Bogen“ dargestellt, Kreta durch den „Forearc Ridge“. Norden (Europa) wäre links, Afrika rechts.

Der Kykladenbogen (benannt nach den Kykladen) ist als Teil des Hellenischen Inselbogens ein vulkanischer Inselbogen im südlichen Ägäischen Meer. Er ist ca. 450 km lang, 20 bis 40 km breit und verläuft vom Isthmus von Korinth bis zur kleinasiatischen Bodrum-Halbinsel. Auf diesem Bogen liegen die griechischen Vulkaninseln Ägina, Methana (Halbinsel), Milos, Santorin, Nisyros, Strongyli (bei Nisyros),  Gyali, Kos, Poros, der Unterwasservulkan Kolumbos, die kleinen, unbewohnten Christiana-Inseln und die Vulkane Sousaki im Isthmus von Korinth und Akyarlar auf der Bodrum-Halbinsel.
In einer Zone südlich von Kreta (Tiefseegraben) schiebt sich die Afrikanische Platte mit gegenwärtig 5 cm pro Jahr unter die Ägäische Platte, eine Teilplatte der Eurasischen Platte. In Tiefen von ca. 150 bis 180 km wird das Mantelgestein oberhalb der unterschobenen Platte durch aus jener entweichende flüchtige Bestandteile (Kohlendioxid, Kristallgitterwasser, Halogene) geschmolzen. Durch diese dann in der Schmelze gelösten Gase bekommt das geschmolzene Gestein Auftrieb und steigt in einer bogenförmigen Zone ca. 120 km nördlich von Kreta in Form von Vulkanen wieder an die Erdoberfläche (vulkanische Produkte: Andesite, Dazite, Rhyolithe).